# Número índice
Un número índice es una medida estadística que permite estudiar las fluctuaciones o variaciones de una (o más) magnitud(es) en relación con el tiempo o al espacio. Los índices más habituales son los que realizan las comparaciones en el tiempo, por lo que, como veremos más adelante, los números índices son en realidad series temporales.

## Aproximación
Los números índices vienen de la necesidad de conocer en profundidad la magnitud de un fenómeno y poder realizar comparaciones del mismo en distintos territorios o a lo largo del tiempo. Una forma inicial de resolver el problema es referir cada situación a la anterior, pero esto no hace viable la posibilidad de comparaciones significativas, al menos directamente, salvo en lo concerniente a dos de ellas inmediatas. Por esto es más conveniente escoger una situación determinada como punto de referencia inicial, para remitir a ella todas las demás observaciones, esta situación se denomina situación base y las comparaciones que se realizan vienen establecidas a través de un número índice. Los números índices, o simplemente índices, proporcionan comparaciones entre datos correspondientes a diferentes situaciones, escalonadas con arreglo a algún criterio conocido (por ejemplo, por el transcurso del tiempo).
| Símbolo                   | Nombre                                                                                             |
| ------------------------- | -------------------------------------------------------------------------------------------------- |
| {\displaystyle I_{o}^{t}} | Número Índice de un determinado valor o bien en el período t, respecto al período base o, entonces |
| {\displaystyle x_{t}}     | Valor del bien en el período t                                                                     |
| {\displaystyle x_{o}}     | Valor del bien en el periodo o                                                                     |

## Propiedades
Uno de los problemas de mayor importancia a la hora de elaborar un número índice es el conseguir que este sea adecuadamente representativo, para ello es preciso que el índice cumpla ciertas propiedades de carácter matemático y reúna ciertos requisitos en su definición:
1. Identidad. Cuando el período base y el de comparación coinciden, el índice debe ser igual a uno.
2. Inversión. Si en un índice se invierten los períodos base y de comparación, el índice toma el valor recíproco al anterior.
3. Circular. Si se multiplica el índice de un período Z con relación a un período Y por el índice de Y con relación a X, el producto ha de ser el índice de Z con relación a X.
4. Existencia. El índice ha de tomar valores reales y finitos para cualquier valor de la variable observada.
5. Proporcionalidad. El índice elaborado sobre unos determinados valores de una variable ha de ser proporcional al índice correspondiente a los valores de esa variable multiplicados por un mismo número K.
6. Variación proporcional. Si los valores de la variable varían en una cierta cuantía, el índice varía proporcionalmente.
7. Inalterabilidad. Si se introduce una nueva modalidad en el índice complejo, de tal manera que el valor de este coincide con el del índice simple de aquella, el índice complejo no varía.
8. Homogeneidad. El valor de un índice no ha de ser afectado por modificaciones de las unidades de medida.

## Índices simples y complejos
Cuando se realiza una comparación entre los valores de una sola magnitud se obtienen índices simples, En cambio, si se trabaja con más de una magnitud a la vez, se habla de índices complejos. En los dos casos se comparan siempre dos situaciones, una de las cuales se considera como referencia. Cuando se trata de comparaciones temporales, a la situación inicial, se le conoce como periodo base o referencia, mientras que el periodo objeto de comparación se denomina corriente o actual. Para elaborar un número índice de carácter simple, se asigna al periodo que es objeto de referencia el valor 100, de esta manera los números índices de las distintas observaciones posteriores, no son otra cosa que porcentajes de cada valor con respecto al de la referencia. Dentro de los índices complejos se distingue entre índices ponderados y no ponderados, según el peso que se le de a los distintos valores.